# Gesnouinia
Gesnouinia är ett släkte av nässelväxter. Gesnouinia ingår i familjen nässelväxter.
Kladogram enligt Catalogue of Life:
| Gesnouinia | \| \| Gesnouinia arborea \| \| \| \| \| \| Gesnouinia filamentosa \| \| \| \| |
|            | \| \| Gesnouinia arborea \| \| \| \| \| \| Gesnouinia filamentosa \| \| \| \| |
|            | Gesnouinia arborea                                                            |
|            |                                                                               |
|            | Gesnouinia filamentosa                                                        |
|            |                                                                               |

## Bildgalleri

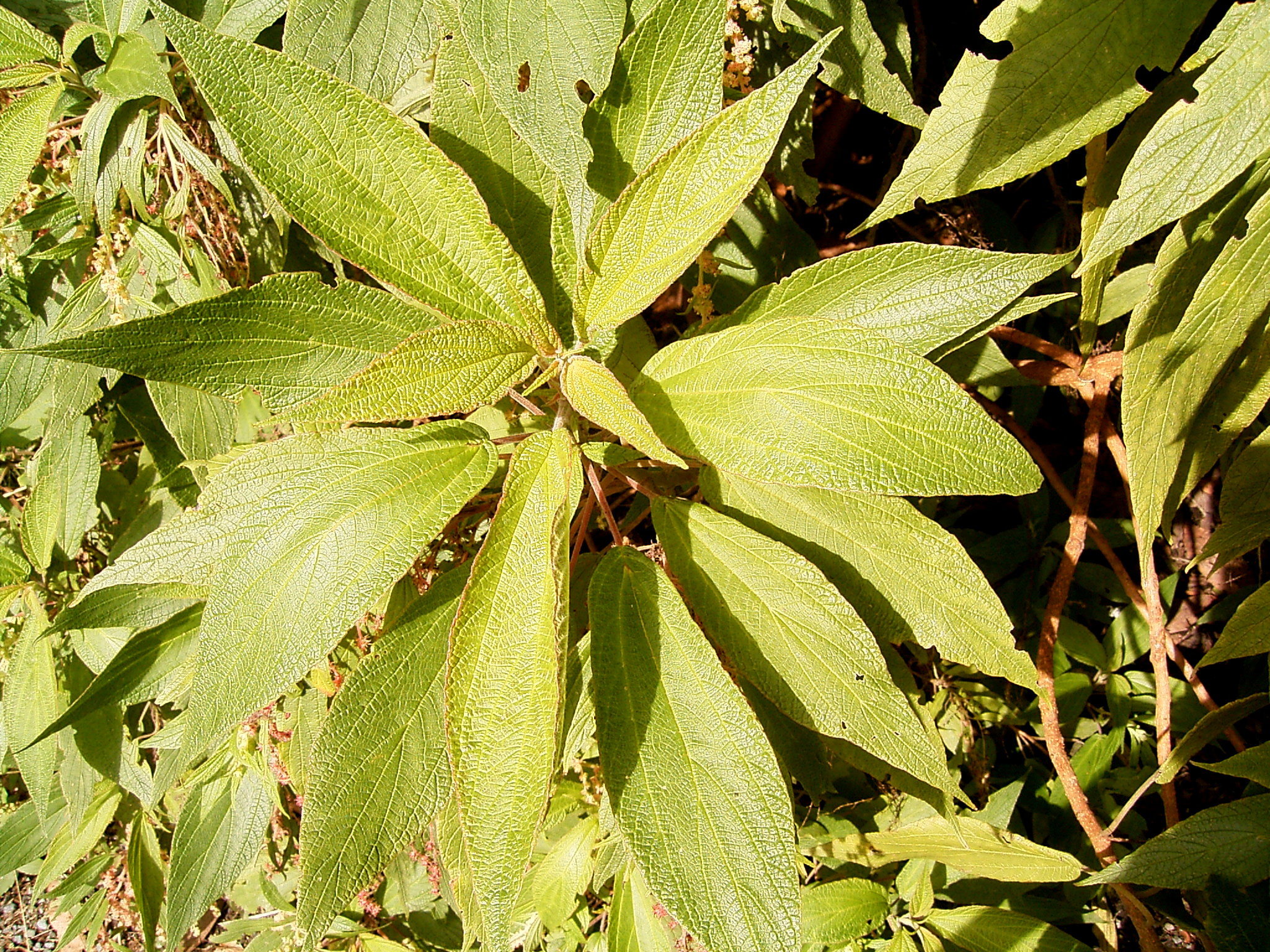
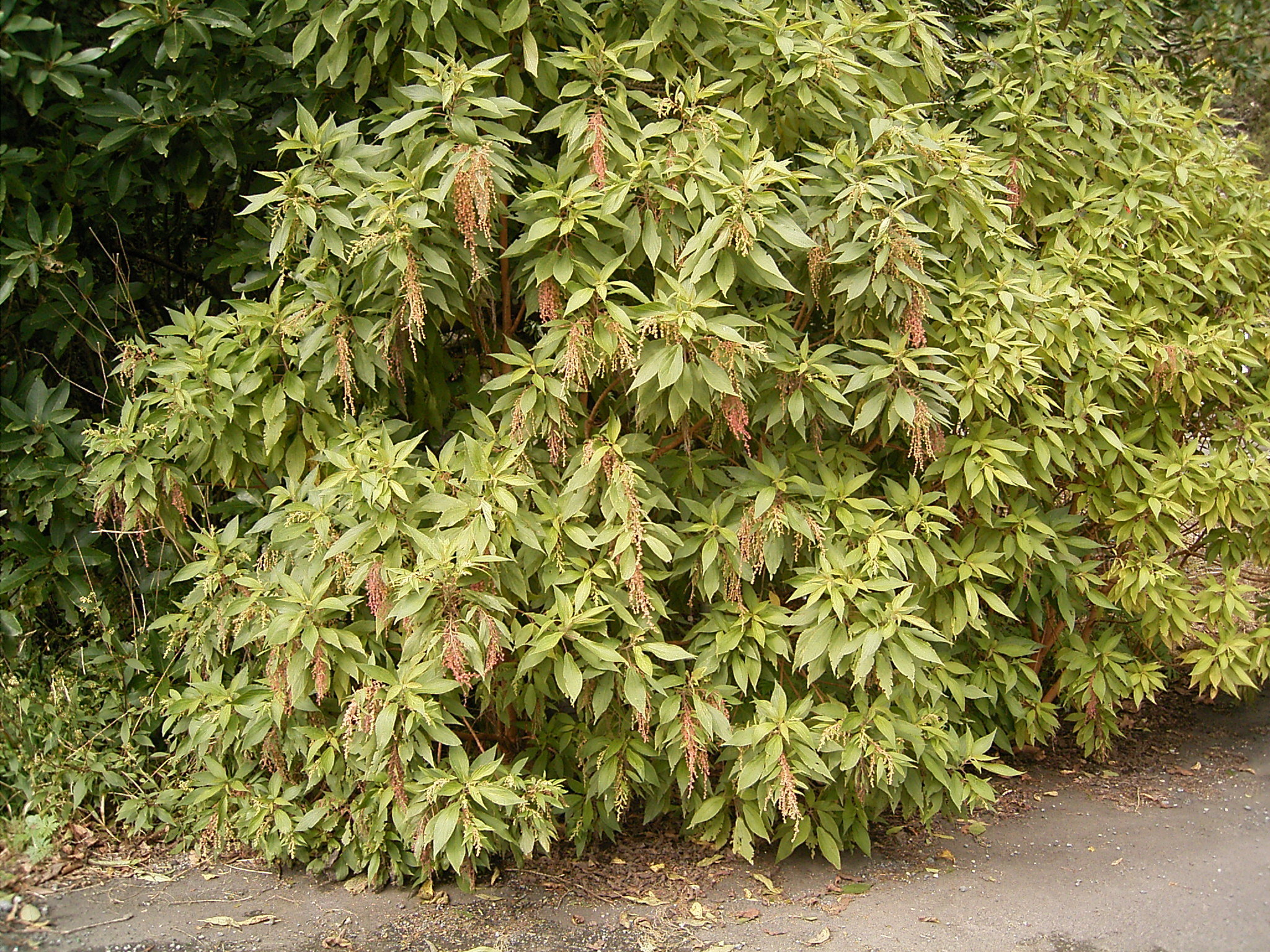
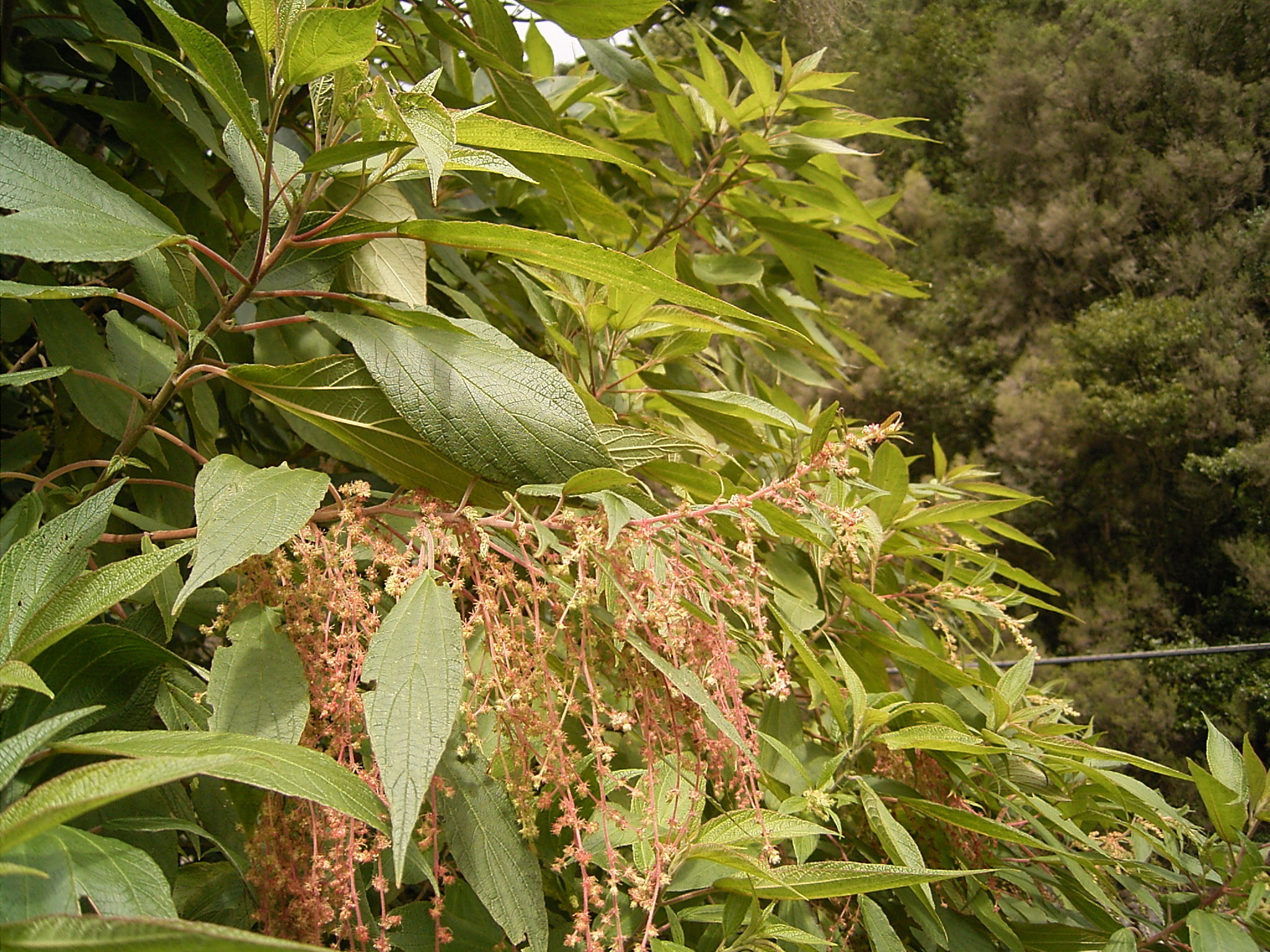
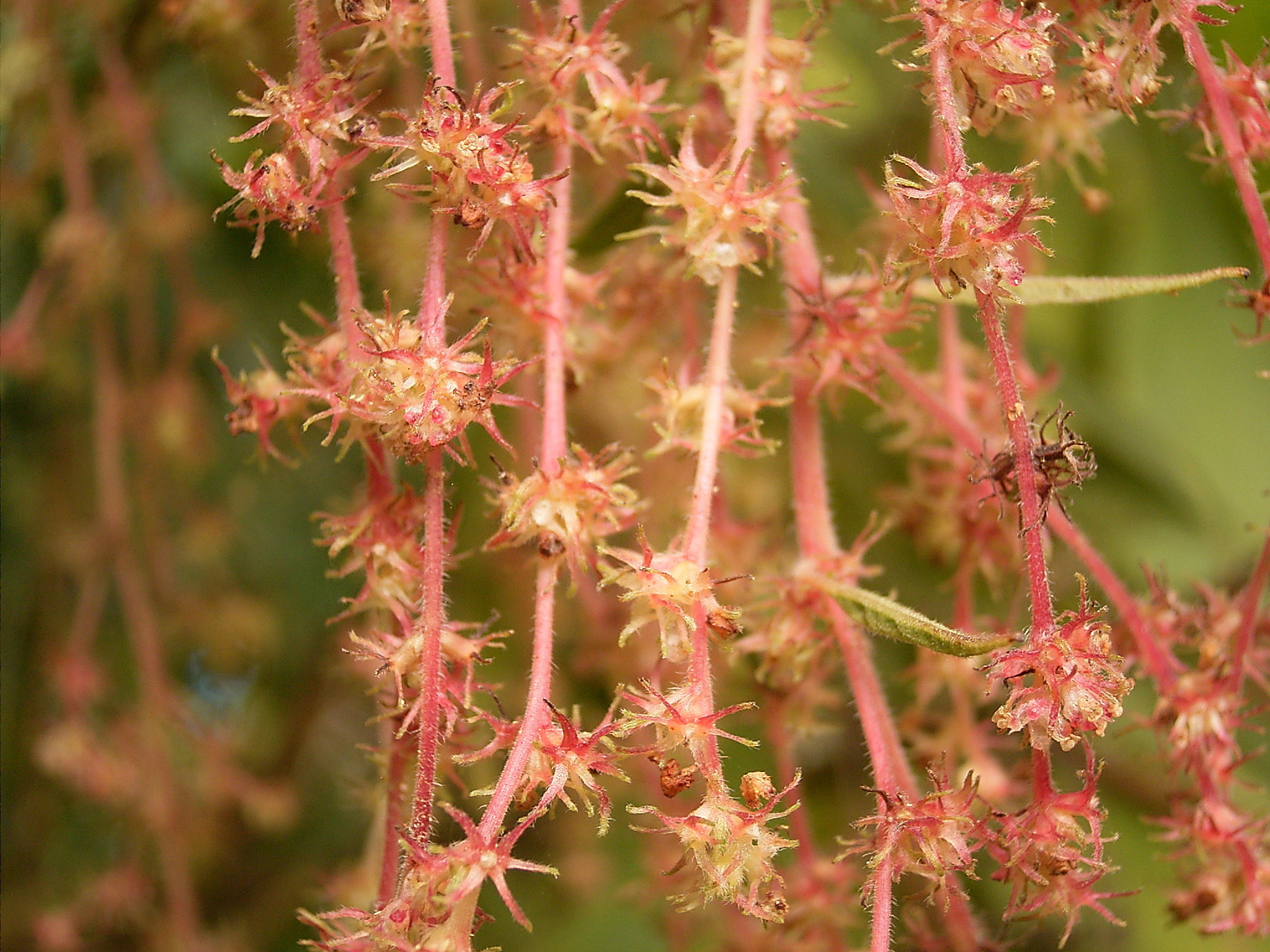
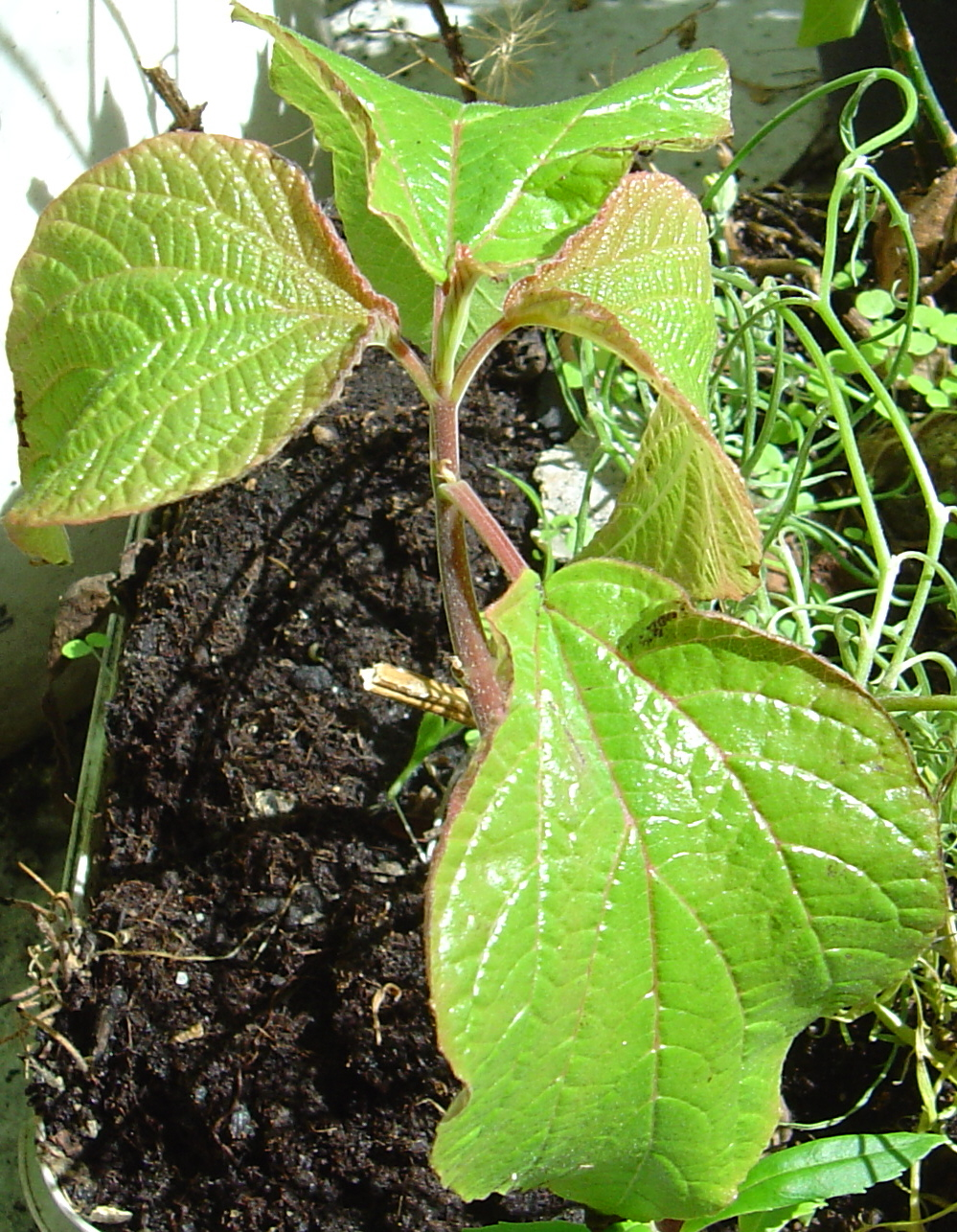
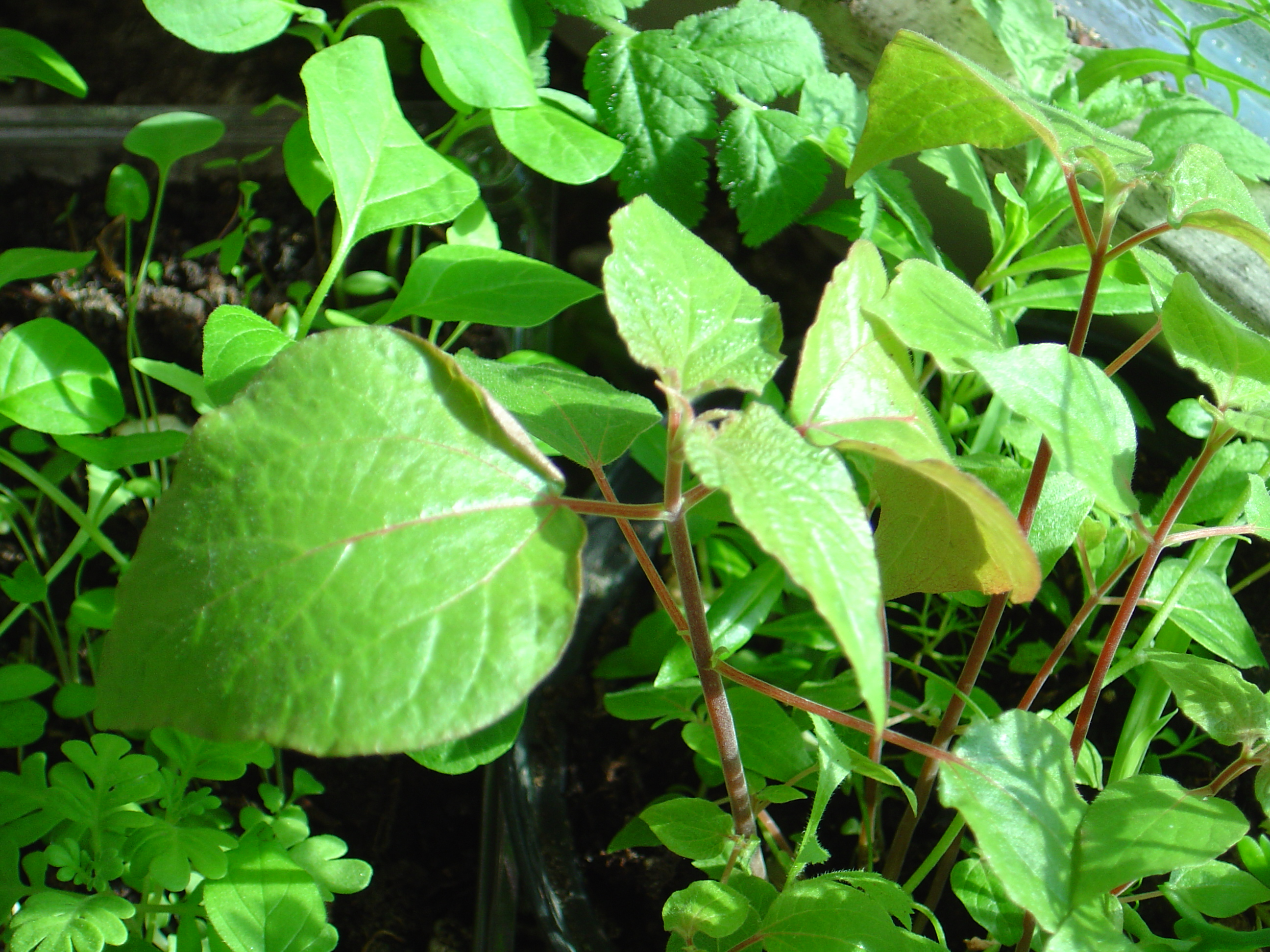